# Lina Lundh
Lina Lundh, född 11 mars 1979, är en svensk författare, bosatt i Nybro i Småland.
Lundh har skrivit barnboken Min pappa tyngdlyftaren, 2006, illustrerad av Christina Alvner.